# Graphium thule
Graphium thule is een vlinder uit de familie van de pages (Papilionidae). De wetenschappelijke naam van de soort is voor het eerst geldig gepubliceerd in 1865 door Alfred Russel Wallace.